# Berteroella maximowiczii
Berteroella es un género monotípico de plantas fanerógamas, de la familia Brassicaceae. Su única especie, Berteroella maximowiczii, es originaria de China.

## Taxonomía
Berteroella maximowiczii fue descrita por (Palib.) O.E.Schulz y publicado en Beihefte zum Botanischen Centralblatt 37(2): 128. 1919.
Sinonimia
- Sisymbrium maximowiczii Palib.[2]